# Họ Hải âu
Họ Hải âu (danh pháp khoa học: Procellariidae) là một họ chim biển. Họ Hải âu, cùng họ Hải âu mày đen, họ Hải yến và họ Hải âu lặn, tạo nên bộ Bộ Hải âu (Procellariiformes). Chúng ăn cá, mực và động vật giáp xác, nhiều loài cũng ăn các loại đồ thải ngư nghiệp và xác thối. Ở tất cả các loài, mỗi cặp chim chỉ đẻ một trứng trong một mùa sinh sản. Thời gian ấp trứng và nuôi con của chúng cũng dài một cách khác thường so với nhóm chim khác.